# Mini-DVI
Mini-DVI接口用於蘋果公司的電腦上，它是Mini-VGA接口的數字替代接口。它的尺寸介於正常DVI接口與Micro-DVI接口之間。它被使用在12英吋PowerBook G4，Intel-based iMac，MacBook Intel-based筆記本以及Intel-based Xserve。MacBook Air並不使用這種接口。用在蘋果電腦硬件上的Mini-DVI接口能夠通過不同的適配器通過DDC檢測EDID（Extended display identification data），傳送DVI、VGA或者電視信號。這種接口通常是用來代替DVI接口以減少設備的物理尺寸大小。它需要一個Mini-DVI適配器來連接其他顯示器。Mini-DVI並不支持雙通道連接因此並不支持高於1920x1200 @60Hz的分辨率。
Mini-DVI適配器有以下幾種：
Apple Mini-DVI to VGA Adapter Apple part# [https://web.archive.org/web/20080513030526/http://store.apple.com/1-800-MY-APPLE/WebObjects/AppleStore/?productLearnMore=M9320G%2FA%5D%EF%BC%88M9320G%2FA%EF%BC%89
Apple Mini-DVI to Video Adapter Apple part# [https://web.archive.org/web/20080513030521/http://store.apple.com/1-800-MY-APPLE/WebObjects/AppleStore/?productLearnMore=M9319G%2FA%5D%EF%BC%88M9319G%2FA%EF%BC%89
Apple Mini-DVI to DVI Adapter (DVI-D) Apple part# [https://web.archive.org/web/20090723124726/http://store.apple.com/1-800-MY-APPLE/WebObjects/AppleStore?productLearnMore=M9321G%2FA%5D%EF%BC%88M9321G%2FA%EF%BC%89%E5%9C%A8%E7%89%A9%E7%90%86%E5%A4%96%E8%A7%80%E4%B8%8AMini-DVI%E6%8E%A5%E5%8F%A3%E8%88%87%5B%5BMini-VGA%5D%5D%E7%9B%B8%E4%BC%BC%EF%BC%8C%E4%B8%8D%E5%90%8C%E7%9A%84%E6%98%AF%E5%85%B6%E6%9C%89%E5%9B%9B%E8%A1%8C%E9%87%9D%E8%85%B3%E8%80%8C%E4%B8%8D%E6%98%AFMini-VGA%E4%B8%AD%E7%9A%84%E5%85%A9%E8%A1%8C。
如果需要使用DVI-I接口，必須把Mini-DVI to DVI-D線連接到一個DVI-D to DVI-I適配器上。

## 批評
對於蘋果公司的Mini-DVI接口，有一些批評的聲音。
- 蘋果公司的Mini-DVI至DVI-D轉接線不能輸送由蘋果電腦上的mini-DVI接口傳來的模擬信號。這意味著當需要VGA輸出時，用戶不得不額外購買另外一條mini-DVI轉接線，而不能用一條mini-DVI加上一個便宜的DVI至VGA適配器來解決。如果蘋果公司能夠提供mini-DVI至DVI-I轉接線，這种情況完全可以得以解決。DVI-I的作用就是提供通用的兼容性。

- 蘋果公司的mini-DVI至DVI-D轉接線的包裝上的圖顯示的是DVI-I而不是DVI-D，並且沒有說明其轉至DVI-D。

## 外部連結
- 12-inch PowerBook G4 Developer Note：外部顯示端口